# Гимназия Хуго Треффнера
Гимна́зия Ху́го Тре́ффнера (эст. Hugo Treffneri Gümnaasium; сокращенно HTG) — гимназия в городе Тарту, Эстония, с акцентом на естественнонаучное образование. Основанная Хуго Треффнером в 1883 году, это была единственная крупная средняя школа в XIX веке в Лифляндской губернии Российской империи с преимущественно учениками-эстонцами и не имеющая возрастных ограничений. В период эстонского национального пробуждения школа воспитала многих эстонских интеллектуалов.

## История
Гимназия была основана Хуго Треффнером 7 декабря 1883 года. Род Треффнеров происходил из Австрии, в 1600-х годах они были связаны с королевской семьёй. Во время тридцатилетней войны семья Треффнеров бежала в Ливонию. К концу 1884 года в гимназии было в общей сложности 65 студентов, изучающих различные предметы на немецком языке:8. В школе предоставлялось среднее образование крестьянам. В конце года был открыт подготовительный класс для обучения языкам. В 1886 и 1887 годах были открыты ещё два подготовительных курса для начальной школы. В 1889 году языком обучения стал русский.
Первоначально занятия проходили в арендованных помещениях. В 1886 году Хуго Треффнер купил для школы здание, которое расширялось в 1887, 1888 и 1906 годах:9. В этом здании школа размещалась до 1919 года. На месте этого дома в Тарту в настоящее время установлен памятник Хуго Треффнеру (здание было разрушено немецкими войсками в 1941 году).
Школа слабо развивалась 1892 по 1897 год, из-за неурожая крестьяне покидали школу. После этого периода посещаемость вновь резко выросла. Учащиеся в начале XX века были вовлечены в несколько национальных подпольных групп, которые позднее развились в литературную группу «Молодая Эстония».
Школа получила статус частной гимназии в 1907 году. Первый директор и основатель школы Хуго Треффнер умер 29 февраля 1912 года:12. Перед его смертью пост директора перешёл к правлению, в состав которого входили Михкель Аавик, Николай Бельдюгин, Константин Треффнер и Владимир Успенский. Кроме того, Корнелиус Треффнер, брат Хуго Треффнера, имел право голосовать по предложенным вопросам:12. После смерти Хуго Треффнера школа получила название Частная гимназия Владимира Успенского. После того как Успенский ушёл с поста директора и эту должность занял Николай Сахаров, гимназия получила название Гимназия, основанная Хуго Треффнером.

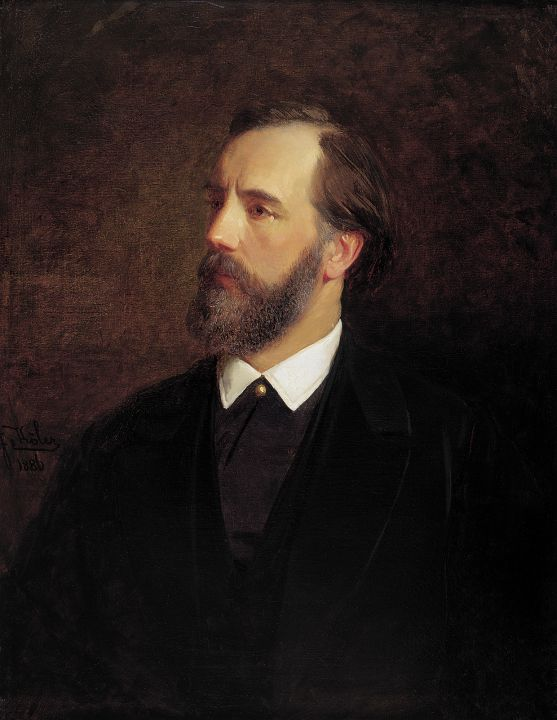
Хуго Треффнер, основатель гимназии

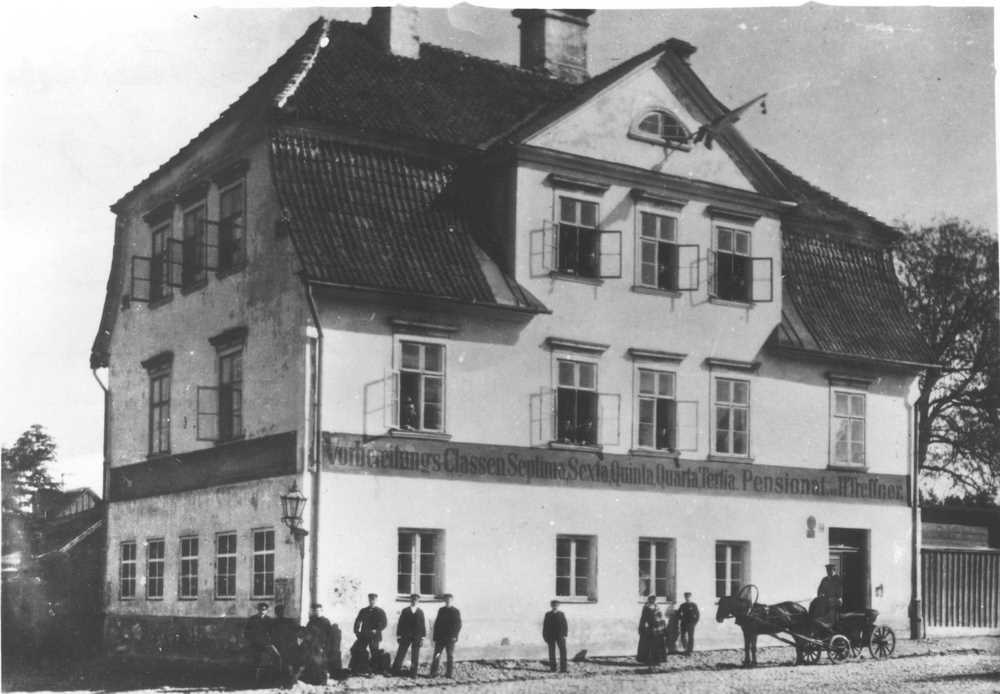
Гимназия в 1895 году

В 1917 году Константин Треффнер, двоюродный брат Хуго Треффнера, стал директором школы. Во время германской оккупации Эстонии в 1918 году школа перешла на преподавание на эстонском языке. В том же году гимназия Хуго Треффнера была объединена с Юрьевской Александровской гимназией, а в феврале 1919 года школа переехала в новое здание, где она и находится по сей день. Во время слияния школа приобрела инвентарь и библиотеку Александровской гимназии. В годы Эстонской освободительной войны 230 учащихся гимназии Хуго Треффнера были призваны в эстонскую армию, девять из них погибли.
В 1921 году школа насчитывала уже 1019 студентов, однако это число сократилось вдвое в последующие десять лет, в основном из-за политики правительства по поощрению коммерческих училищ в ущерб среднему образованию. Школа начала делать упор на качество образования, а не на количество учеников. Благодаря этому гимназия Хуго Треффнера стала одной из престижнейших школ Эстонии. С 1923 года школа официально имела 2 отделения: начальная школа Х. Треффнера и гимназия Х. Треффнера.
В 1933 году школа отметила свой 50-летний юбилей, в празднованиях приняли участие известные в Эстонии общественные деятели, такие как Яан Тыниссон, Юри Яаксон, Константин Пятс, и другие:19.
С реформой образования 1934 года школа была разделена на начальную школу (1—4 классы), среднюю школу (5—9 классы) и гимназию (10—12 классы). В 1937 году средняя школа была разделена на прогимназию и среднюю научную школу.
В период Первой Эстонской Республики, в школе было девять официальных ученических клубов. С 1926 года издавалась школьная газета «Miilang»:21.
После присоединения Эстонии к СССР начальная школа Хуго Треффнера была закрыта, а прогимназия, средняя научная школа и гимназия были объединены в Тартускую среднюю школу № 4. Новым директором был назначен Йоханнес Валгма. Во время немецкой оккупации 1941—1944 годов, эта школа была закрыта, а 2 января 1942 года гимназия Хуго Треффнера была открыта под руководством Аугуста Райело. Школа разместилась в здании Тартуской гимназии № 1.
В 1944 году советские власти вновь открыли Тартускую среднюю школу № 1 в старом здании во главе с директором Карлом Маасиком. Поскольку гимназия была объединена с Тартуской средней школой № 1, годом её основания стал считаться 1880 год. С 1950 по 1953 год директором школы был Юхан Труус, с 1953 по 1956 год эту должность занимал Эльмар Лоодус.

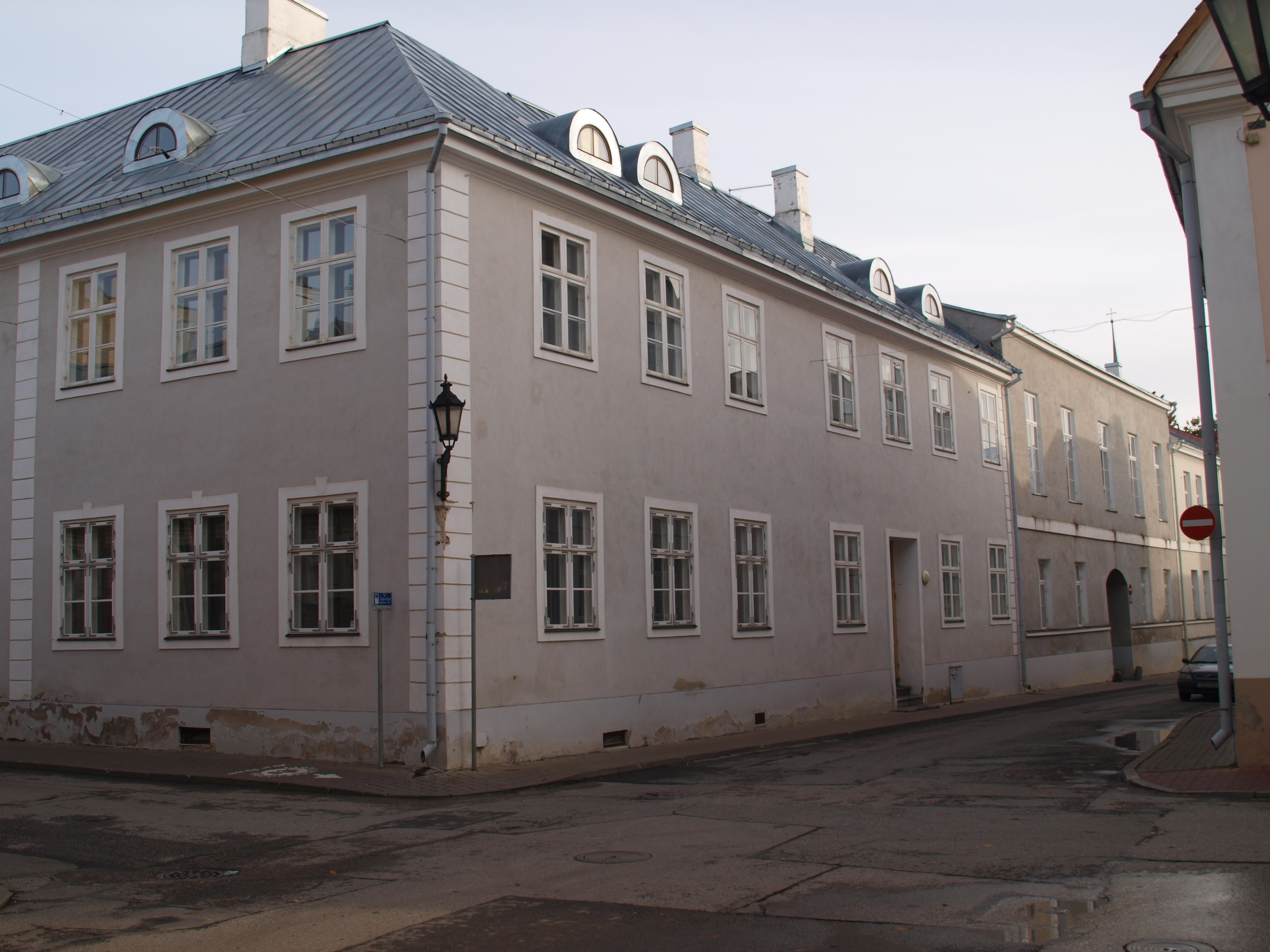
Восстановленное юго-западное крыло

Политика русификации и сталинизма в период с 1944 по 1954 год не была положительно воспринята студентами. Среди участников действовали подпольные группы, в частности, такая как «Синий-чёрный-белый» (эст. «Sini-Must-Valge»), названная в честь цветов запрещённого эстонского флага:28. Тем не менее, в этот период в школе активно развивалась внеклассная деятельность. Популярны были занятия спортом, музыкой (включая джаз-оркестр), актерским мастерством, искусством и естественным науками.
В 1954 году она перестала быть школой для мальчиков, туда стали принимать и девочек. В 1958 году школа получила официальное название Тартуская 1-я средняя школа имени А. Х. Таммсааре. С 1956 по 1970 год должность директора школы занимал Аллан Лийм, с 1970 по 1975 год — Уно Лангер, а с 1975 по 1987 год — Лайне Раудсепп.
В 1961 году в Тартуской средней школе № 1 был открыт математический спецкласс. В 1964 году открылся специальный класс по физике. В 1969 году они были объединены в научное отделение. В 1976 году начальная школа переехала в новое здание, так называемый «маленький дом» («väike maja»).
С 1954 по 1990 год внеклассные мероприятия были сфокусированы на школьных предметах. Литературный клуб выпускал газету «Наша школа» (эст. «Meie kool»), а с 1960 по 1974 год сделал 8 публикаций альманаха «Кузнецы пера» (эст. «Sulesepad»), 9-й том выпущен в 1989 году.
С 1987 по 2001 год директором школы был Хельмар Йыги. Незадолго до распада СССР, в 1990 году школа вновь получила официальное название Гимназия Хуго Треффнера. Учебное заведение было реорганизовано в 6-классную начальную школу и гимназию с прогимназией. В 1995 году начальная школа и прогимназия были объединены в отдельную школу, и гимназия Хуго Треффнера перестала принимать учащихся в 7-й класс. С 1998 года школа является гимназией с классами с 10 по 12, основной целью которой является подготовка студентов к университету:18–19.
В 1998 году юго-западное крыло школы было значительно повреждено в результате пожара:22. После этого начался большой ремонт и реставрация исторического здания школы. В 2002 году этот проект, стоимостью 82,32 млн эстонских крон (5,26 млн евро), был успешно завершён:30–31. Начиная с 2001 года, директором школы является Отт Оявеэр.

## Образование
В гимназии Хуго Треффнера студенты учатся с 10 по 12 класс. Они поступают на основании вступительных экзаменов, которые проходят весной каждого года. Учащиеся, которые показали хорошие результаты на республиканской олимпиаде, могут поступать без экзаменов.
Школа состоит из трёх основных отделений: физики и математики, гуманитарных наук (история, обществоведение, философия, религиоведение и история искусства) и естественных наук (биологии и химии). Помимо посещения занятий, посвящённых теоретическим вопросам, учащиеся могут также посещать практические занятия по предмету. Есть также элективные курсы и внеклассные занятия, такие как хор и народные танцы.
Гимназия Хуго Треффнера участвует в программах обмена со школами Германии, Нидерландов, Франции, Финляндии и Латвии.